# Faßberg
Faßberg ist eine Gemeinde im Norden des Landkreises Celle in Niedersachsen.

## Geografie

### Lage
Die Gemeinde Faßberg liegt in der Lüneburger Heide im Bereich der Südheide. Größere Waldgebiete erstrecken sich nordwestlich und südöstlich in unmittelbarer Nähe zum Siedlungsgebiet. Der südlich gelegene Haußelberg ist mit 117 m über NHN die höchste Erhebung. Die nähere Umgebung Faßbergs ist geprägt von großen Heideflächen. Im Osten befindet sich die Schmarbecker Heide mit dem Gipfelkreuz des Faßberges (94 m über NHN). Südöstlich des Ortes sind die großen Heideflächen am Haußelberg und bei Oberohe. Im Süden, nahe Gerdehaus, ist die „Ritterheide“. Hier befand sich das Reitergrab von Hankenbostel, ein Brandgrab aus dem 2. Jahrhundert. Diese Heideflächen sind seit dem 30. Juli 2019 durch das Naturschutzgebiet Heiden und Magerrasen in der Südheide unter Schutz gestellt. Eine weitere Heidefläche erstreckt sich südlich von Müden, auf dem Wietzer Berg. Im Nordosten von Faßberg befindet sich das Naturschutzgebiet Kiehnmoor und südöstlich bei Oberohe liegt ein ehemaliges Abbaugebiet von Kieselgur. Die bedeutendsten Gewässer sind der Allernebenfluss Örtze, der die Ortsteile Müden und Poitzen durchfließt, sowie die Heideseen in Müden (6 ha) und Oberohe (4 ha).
Die Nachbarorte sind Wietzendorf im Westen, Munster im Norden sowie Hermannsburg und Unterlüß im Süden. Die südlich gelegene Kreisstadt Celle ist 38 Straßenkilometer entfernt und über die Landesstraße 240, die westlich von Faßberg verläuft, zu erreichen. Die nächsten Bundesstraßen verlaufen mit der B 3 im Westen und mit der B 71 im Norden. Die nächste Autobahnauffahrt Soltau-Süd der A 7 ist 24 km entfernt. In Unterlüß befindet sich der nächstgelegene Bahnhof an der Bahnstrecke Hannover–Hamburg. Früher hieß die Postanschrift: Faßberg über Unterlüß.

### Gemeindegliederung
Die Gemeinde Faßberg gliedert sich in den Kernort Faßberg und die Ortsteile
- Müden (Örtze) mit den Wohnplätzen Haußelhof, Willighausen und Winterhoff
- Poitzen mit den Wohnplätzen Gerdehaus und Hankenbostel
- Schmarbeck mit den Wohnplätzen Nieder- und  Oberohe

## Geschichte

### Ortsteil Faßberg
Laut Christoph M. Glombeck (→ siehe: Literatur) ist der Ortsname Faßberg vom vier Kilometer nordöstlich des Ortszentrums im Kiehnmoor gelegenen 92 m hohen Fass-Berg abgeleitet. Historische Deutungen bezeichnet Glombeck als unwissenschaftliche Spekulationen.
Faßberg verdankt seine Gründung dem nationalsozialistischen Reichsluftfahrtministerium, das ab 1933 unter Umgehung des Versailler Vertrages begann, Standorte für die künftige Luftwaffe zu suchen. Neben anderen geplanten Standorten begann man westlich von Schmarbeck im großen Stil Grundstücke aufzukaufen, auf denen ein Fliegerhorst errichtet werden sollte. Bereits im November wurde mit den Bauarbeiten begonnen, wie es in der „Geschichte des Fliegerhorstes“ ausgeführt wird: „Am 6. November [1933] wurde der erste Spatenstich zur Errichtung des Fliegerhorstes Faßberg … getan... Der Name Faßberg wurde nach dem in der Nähe gelegenen 92 m hohen Faßberg, einem bescheidenen Hügel, gewählt.“ Am 1. Mai 1934 wurde der Fliegerhorst in Betrieb genommen. Obwohl er von Beginn an militärischen Zwecken diente, erhielt er zunächst den Tarnnamen „Deutsche Verkehrsfliegerschule“. 1939 wurde endgültig die offizielle Bezeichnung „Große Kampffliegerschule“ eingeführt.
Parallel zum Fliegerhorst wurde ab 1933 auch mit der Errichtung von Wohnsiedlungen für das Personal und dessen Familien begonnen. Je nach Stand wurden separate und qualitativ abgestufte Wohnbereiche gebaut, die „Rote Siedlung“ für die Offiziere und Beamten, die „Graue Siedlung“ für die unteren Beamten und Unteroffiziere sowie die „Weiße Siedlung“ für die Arbeiter. Der Siedlungsbau war im Wesentlichen 1938 abgeschlossen. Zu diesem Zeitpunkt wohnten etwa 2300 Menschen in Faßberg, darunter 1600 Wehrmachtsangehörige.
Gegen Ende des Zweiten Weltkriegs wurde Faßberg Ziel von Bombenangriffen, die in erster Linie dem Fliegerhorst galten, denen aber auch zivile Gebäude zum Opfer fielen. Am 16. April 1945 wurde Faßberg von kanadischen Panzern eingenommen. Anschließend kam der Ort unter englische Besetzung. Noch 1945 wurde damit begonnen, die Kriegsschäden der zivilen Infrastruktur zu beseitigen. Zu diesem Zeitpunkt hatte Faßberg 2395 Einwohner, darunter etwa 500 Flüchtlinge. 1948 fand die erste Gemeinderatswahl statt. Mit Hugo Weisner wurde zum ersten Mal in der Geschichte Faßbergs ein ziviler Bürgermeister gewählt. Am 21. August 1948 landeten im Rahmen der alliierten Luftbrücke zur Unterstützung des abgeriegelten West-Berlins amerikanische Transportmaschinen auf dem Fliegerhorst. Die Aktion dauerte bis zum 27. August 1949.
Nach der Gründung der Bundeswehr verließen am 8. Dezember 1956 die letzten 400 englischen Soldaten Faßberg und die Bundeswehr übernahm den Fliegerhorst. Am 1. August 1958 wurde der immer noch bestehende und dem Bund unterstellte Gutsbezirk Faßberg zugunsten des „Gemeindefreien Bezirks Faßberg“ aufgehoben. An der Bundes-Unterstellung änderte sich jedoch noch nichts. Durch den erweiterten Betrieb des Fliegerhorstes ergab sich die Notwendigkeit, neuen Wohnraum für die Familien der stationierten Soldaten zu schaffen, und es entstand 1960 mit der Schwagenscheidt-Siedlung ein neues Wohngebiet mit 287 Wohnungen. Die Zahl der Einwohner erhöhte sich dadurch auf knapp 5000. Um für Faßberg bessere Straßenverbindung zum Umland zu ermöglichen, wurde 1969 eine Verbindungsstraße zur L 240 in Richtung Trauen und 1970 der Anschluss zur L 280 Richtung Müden geschaffen. Am 16. Juli 1971 fand die Einweihung des neu gebauten Rathauses statt.
Zwischen 1978 und 1998 fanden Tourenwagen- und Motorradrennen auf dem Fliegerhorst statt.
Am 1. Januar 1973 schlossen sich die Gemeinden Faßberg, Müden, Schmarbeck und Poitzen zur Samtgemeinde Faßberg zusammen, wobei der Ortsteil Faßberg weiterhin gemeindefreier Bezirk unter der Finanzhoheit des Bundes blieb. Dieser Zustand wurde durch das niedersächsische Gesetz über die „Bildung der Gemeinde Faßberg“ vom 10. Dezember 1976 beendet, mit dem die Samtgemeinde zum 1. Januar 1977 in eine Einheitsgemeinde umgewandelt wurde und der Status des gemeindefreien Bezirkes aufgehoben wurde. Als erster Bürgermeister der neuen Einheitsgemeinde wurde August Bruns gewählt.
1978 wurden die Rote Siedlung und die Schwagenscheidt-Siedlung unter Denkmalschutz gestellt. Eine moderne Zentralkläranlage wurde 1983 an der L 280 errichtet. Am 11. März 1988 wurde am Rathaus das neu geschaffene Gemeindewappen enthüllt. Mit der französischen Stadt Yerville wurde am 16. Juni 1990 ein Städtepartnervertrag abgeschlossen.
Zur Geschichte der übrigen Ortsteile siehe
- Müden
- Poitzen
- Schmarbeck

## Religion

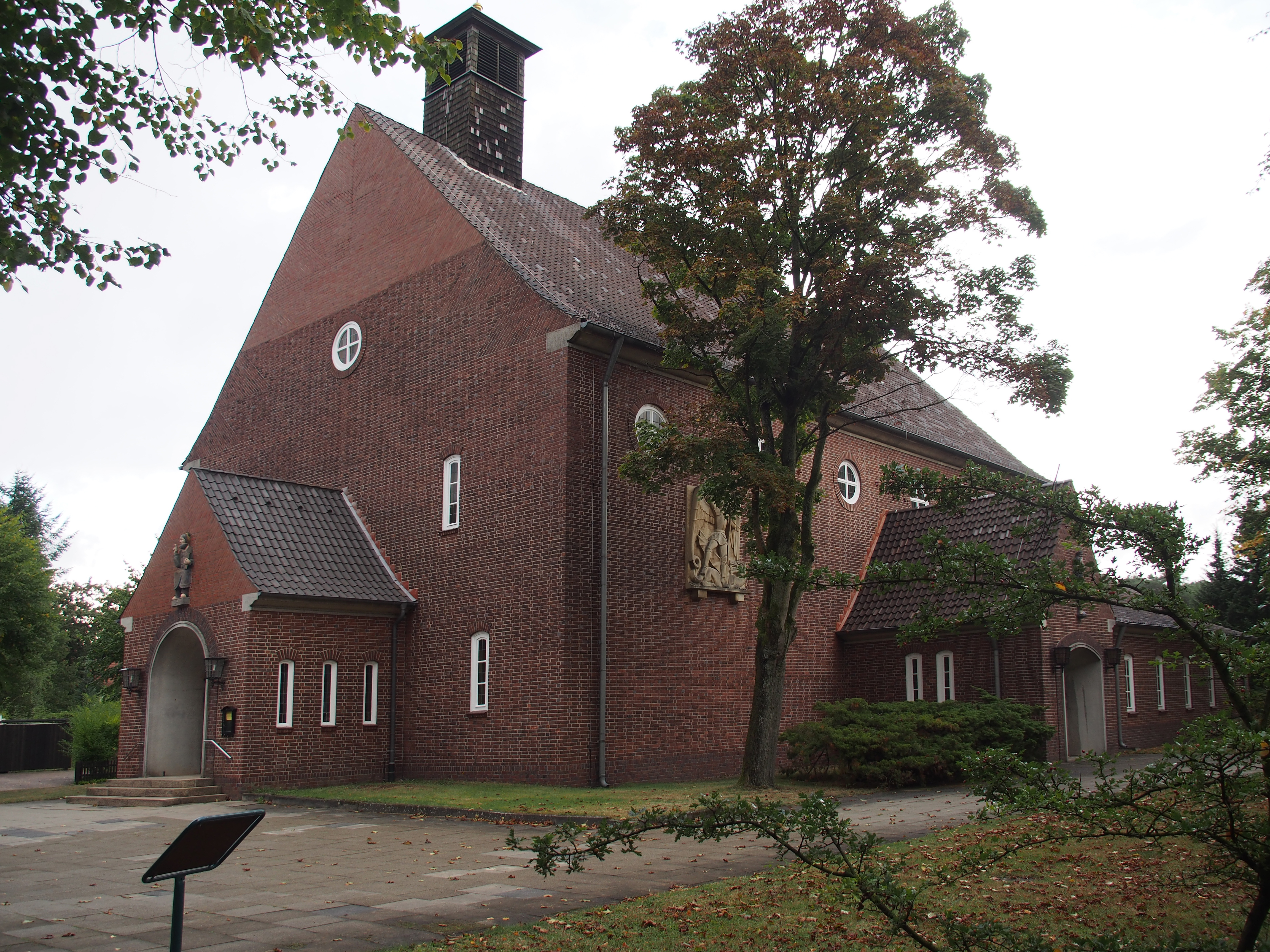
Kirche St. Michael

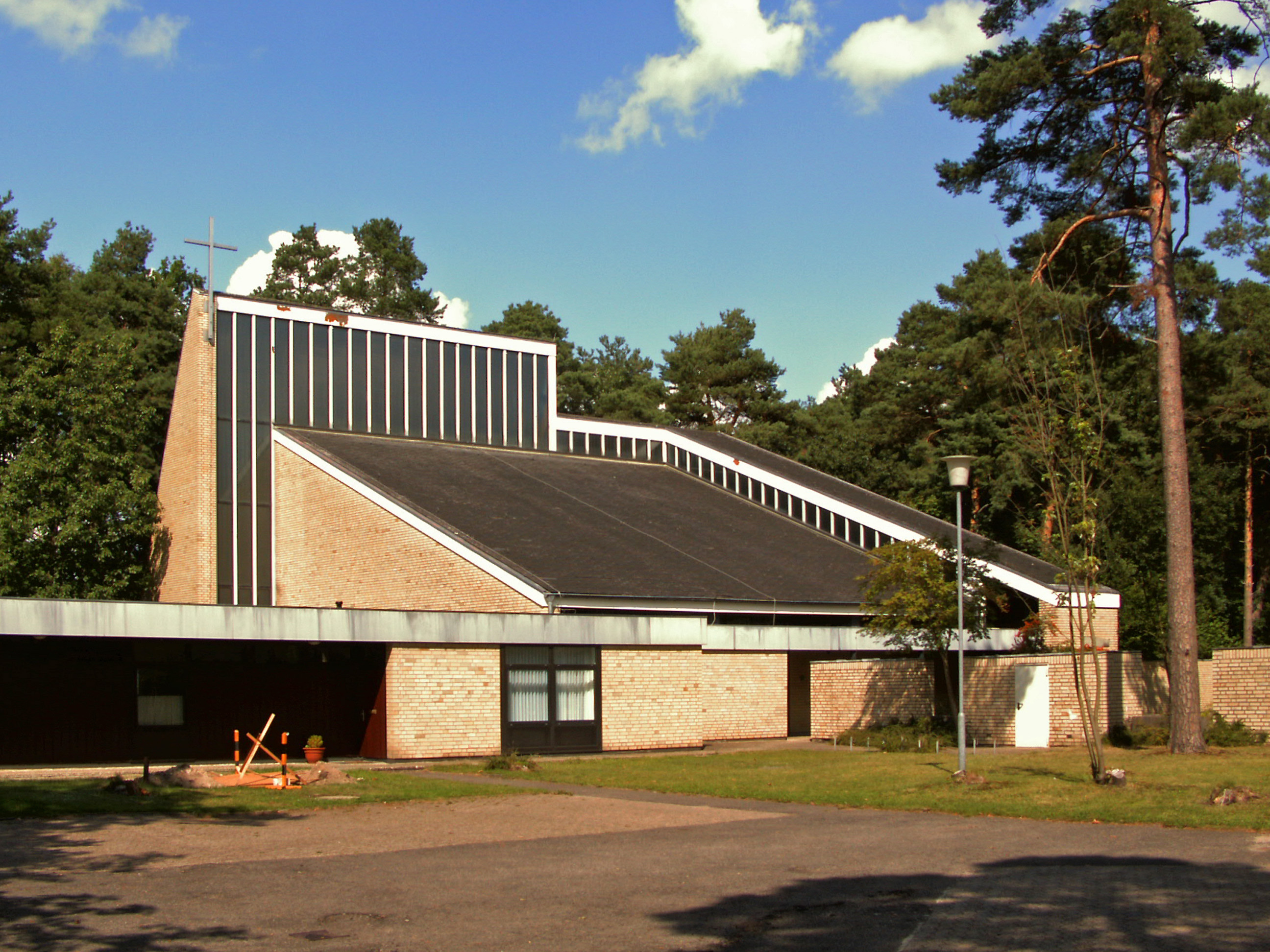
Heilig-Geist-Kirche

Im Ortsteil Faßberg befindet sich die Kirche St. Michael, die 1938 als Simultankirche errichtet wurde. Sie gehört heute zur evangelisch-lutherischen St.-Laurentius-Kirchengemeinde Faßberg-Müden. Im Dachreiter hing ab 1938 eine Glocke mit eingegossenem Hakenkreuz. Sie wurde 2019 ersetzt und soll in einem zu schaffenden Lern- und Gedenkort öffentlich ausgestellt werden. Zur Kirchengemeinde gehört in Faßberg eine 1977 erbaute und später erweiterte Kindertagesstätte.
Ebenfalls in Faßberg befindet sich die katholische Kirche Heilig Geist, die 1967 errichtet wurde. Sie dient auch als Standortkirche und gehört heute zur Pfarrgemeinde St. Michael in Munster. Vor dem Bau der Kirche fanden katholische Gottesdienste in der früheren evangelischen Simultankirche statt.
Im Faßberger Ortsteil Müden befindet sich mit St. Laurentius eine weitere evangelische Kirche.

## Politik

### Gemeinderat
Der Rat der Gemeinde Faßberg hat aktuell 18 Mitglieder. Dies ist die festgelegte Anzahl für eine Gemeinde mit einer Einwohnerzahl zwischen 6001 und 7000. Der Rat wird bei den Kommunalwahlen für jeweils fünf Jahre gewählt. Stimmberechtigt im Rat ist außerdem die hauptamtliche Bürgermeisterin.
Bei der Kommunalwahl 2021 ergab sich folgende Sitzverteilung:
| Gemeinderat 2021Insgesamt 18 Sitze - SPD: 4 - Grüne: 2 - WGF: 3 - ULF: 1 - FDP: 1 - CDU: 7 |

Die letzten Kommunalwahlen ergaben die folgenden Sitzverteilungen und Ergebnisse:
| Kommunalwahl | CDU        | SPD        | WGF 2      | Grüne     | FDP       | ULF 3     | NWG 1      | Gesamt   |
| ------------ | ---------- | ---------- | ---------- | --------- | --------- | --------- | ---------- | -------- |
| 2021         | 7 (38,6 %) | 4 (20,8 %) | 3 (15,3 %) | 2 (8,8 %) | 1 (6,8 %) | 1 (6,5 %) | –          | 18 Sitze |
| 2016         | 7 (41,4 %) | 6 (32,6 %) | 3 (15,8 %) | 1 (4,6 %) | 1 (5,5 %) | –         | –          | 18 Sitze |
| 2011         | 8 (43 %)   | 7 (40,8 %) | 1 (7,8 %)  | –         | 1 (2,8 %) | –         | 1 (5,5 %)  | 18 Sitze |
| 2006         | 8 (41,6 %) | 7 (33,9 %) | 2 (7,3 %)  | –         | 1 (5,5 %) | –         | 2 (11,8 %) | 20 Sitze |
| 2001         | 10         | 6          | –          | –         | –         | –         | 4          | 20 Sitze |

### Bürgermeister

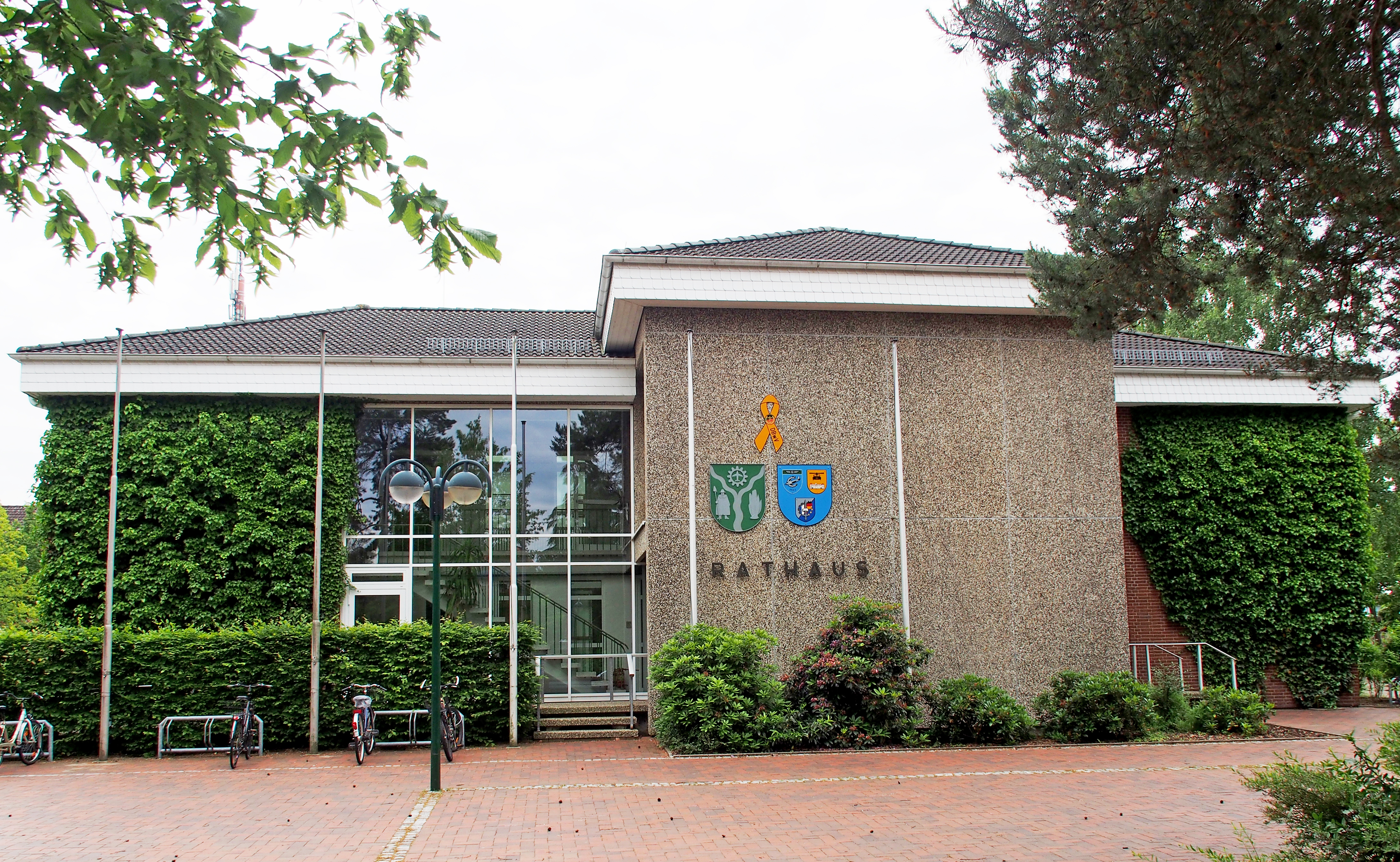
Rathaus der Gemeinde Faßberg

Hauptamtliche Bürgermeisterin ist seit 1. Oktober 2021 Kerstin Speder (Einzelbewerber; parteilos), die in der Wahl am 12. September 2021 mit 58,1 % der Stimmen in ihre erste Amtszeit ging. Der Gegenkandidat und zu der Zeit amtierender Bürgermeister Frank Bröhl (CDU) erhielt 41,9 % der Stimmen.
Stellvertreter: Frank Bielfeldt (SPD) und Michael Gebers (CDU)

### Ortsvorsteher
| Ortsteil   | Name0          | Partei0   |
| ---------- | -------------- | --------- |
| Faßberg    | Peter Pudschun | CDU       |
| Müden      | Rita Euhus     | Parteilos |
| Poitzen    | Torsten Ahrens | CDU       |
| Schmarbeck | Carsten Bubke  | CDU       |

(Quelle:)

### Gemeindepartnerschaften
Seit 1989 besteht eine Partnerschaft mit der Gemeinde
Yerville in Frankreich.
Seit 1997 besteht eine Freundschaft, seit 2013 eine Partnerschaft mit der Gemeinde
Duszniki in Polen.

## Kultur und Sehenswürdigkeiten

### Bauwerke
- Historischer Ortskern von Müden
- Erinnerungsstätte Luftbrücke Berlin (siehe unten: Museen)
- St.-Laurentius-Kirche in Müden
- Treppenspeicher aus dem 18. und 19. Jahrhundert
- ehemaliger Dorfplatz an der alten Schmiede mit Sod und Wippe
- alter Friedhof mit dem Grab von der Heidedichterin Felicitas Rose und dem Maler Fritz Flebbe
- ehemaliges Wohnhaus von Felicitas Rose
- Löns-Gedenktafel am Haus Salzmoor 2a
- Heidehöfe mit Treppenspeicher in Schmarbeck und Oberohe
- Historische Wassermühle in Müden (Verkehrsbüro, Bücherei, Trauzimmer)

### Grünflächen und Naherholung
- Lönsstein mit Heidefläche auf dem Wietzer Berg (in Richtung Hermannsburg an der L 240)
- Haußelberg mit großen Heideflächen bei Gerdehus
- Wacholderwald mit gespaltenem Findling in den Heideflächen von Schmarbeck
- Naturschutzgebiet Kiehnmoor bei Schmarbeck
- Wildpark Müden, Heuweg 23 in Müden

### Vereine und Verbände
In Faßberg gibt es über 70 eingetragene Vereine, organisierte Gruppen und Verbände. Darunter den Allgemeinen Sportverein Faßberg e. V. (ASV Faßberg) und den Männer-Turn-Verein Müden (MTV), der über 100 Jahre alt ist und 1913 gegründet wurde. Ebenso alt ist der Männerchor Müden-Faßberg, hervorgegangen aus dem Männergesangverein Müden, der bereits 1899 gegründet wurde.

### Theater und Museen

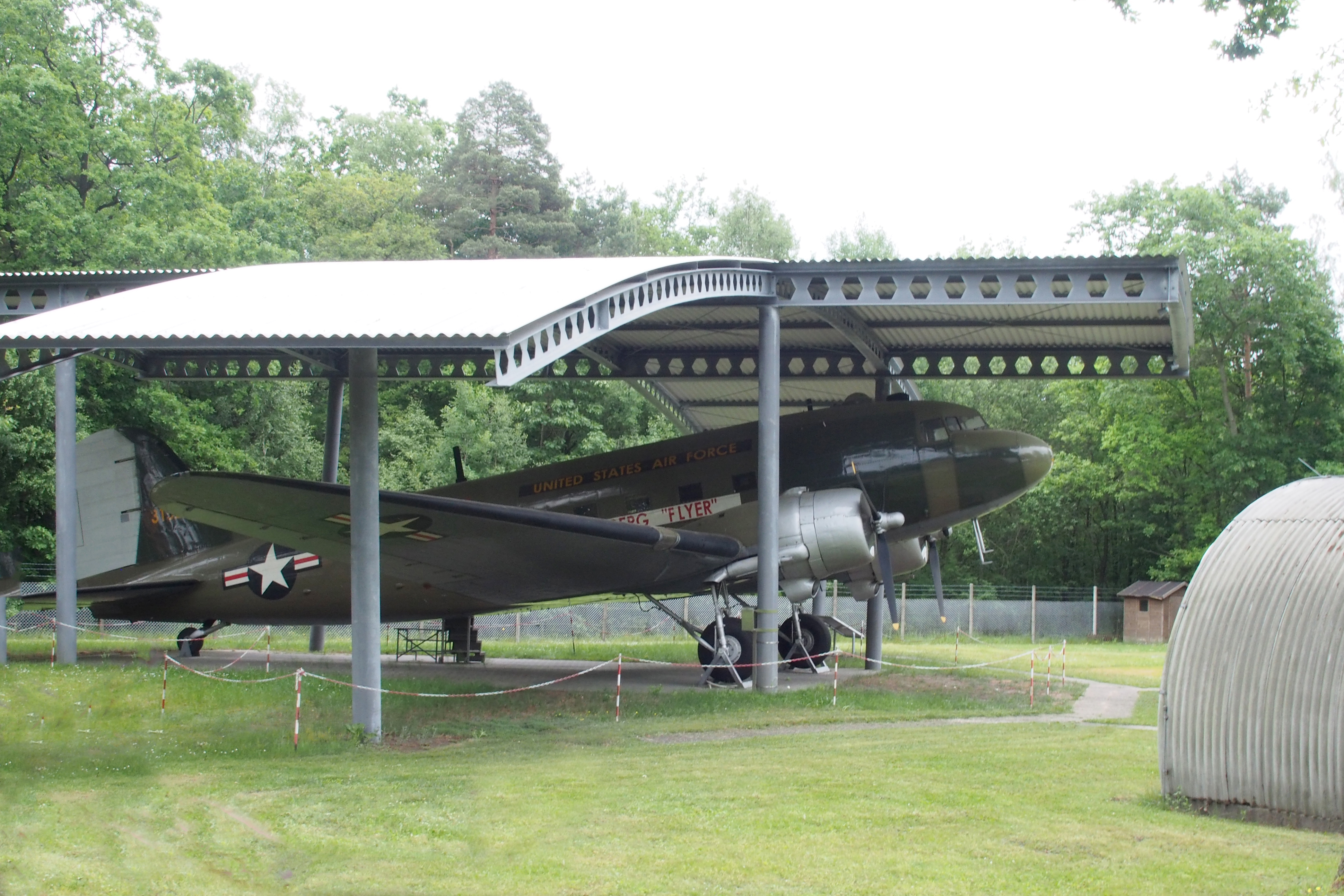
Museumsgelände der Erinnerungsstätte Luftbrücke Berlin mit C-47 (Faßberg Flyer) der US Air Force

Die Erinnerungsstätte Luftbrücke Berlin in Faßberg wurde am 2. März 1990 durch den damaligen Verteidigungsminister, Gerhard Stoltenberg, eröffnet und ist die Militärgeschichtliche Sammlung des Technischen Ausbildungszentrums der Luftwaffe.
In vier Nissenhütten und zwei geschlossenen Eisenbahnwaggons wird unter Verwendung von Originaldokumenten, Ausstellungsobjekten und alten Filmen gezeigt, wie amerikanische und britische Flugzeuge von Faßberg aus Westberlin mit insgesamt 539.112 Tonnen Kohle versorgten.
Das Zusammenwirken der Alliierten mit den rund 5000 deutschen Mitarbeitern der GCLO, die für die Arbeiten auf dem Flugplatz zuständig und im Lager Trauen untergebracht waren, wird hier ebenfalls dokumentiert.
Seit 1999 wird im Freigelände der Erinnerungsstätte ein echtes Luftbrückenflugzeug vom Typ Douglas C-47 – der Faßberg Flyer – ausgestellt. Von den Berlinern wurden die alliierten Hilfsflugzeuge liebevoll „Rosinenbomber“ genannt.
Zusätzlich wird in der Erinnerungsstätte in einer vierten Nissenhütte die Geschichte der Bundeswehr am Standort Faßberg von 1956 bis jetzt gezeigt, u. a. 50 Jahre Technische Schule der Luftwaffe 3 (TSLw 3) und 25 Jahre Heeresflieger in Faßberg zeigen die Entwicklung des Fliegerhorstes.

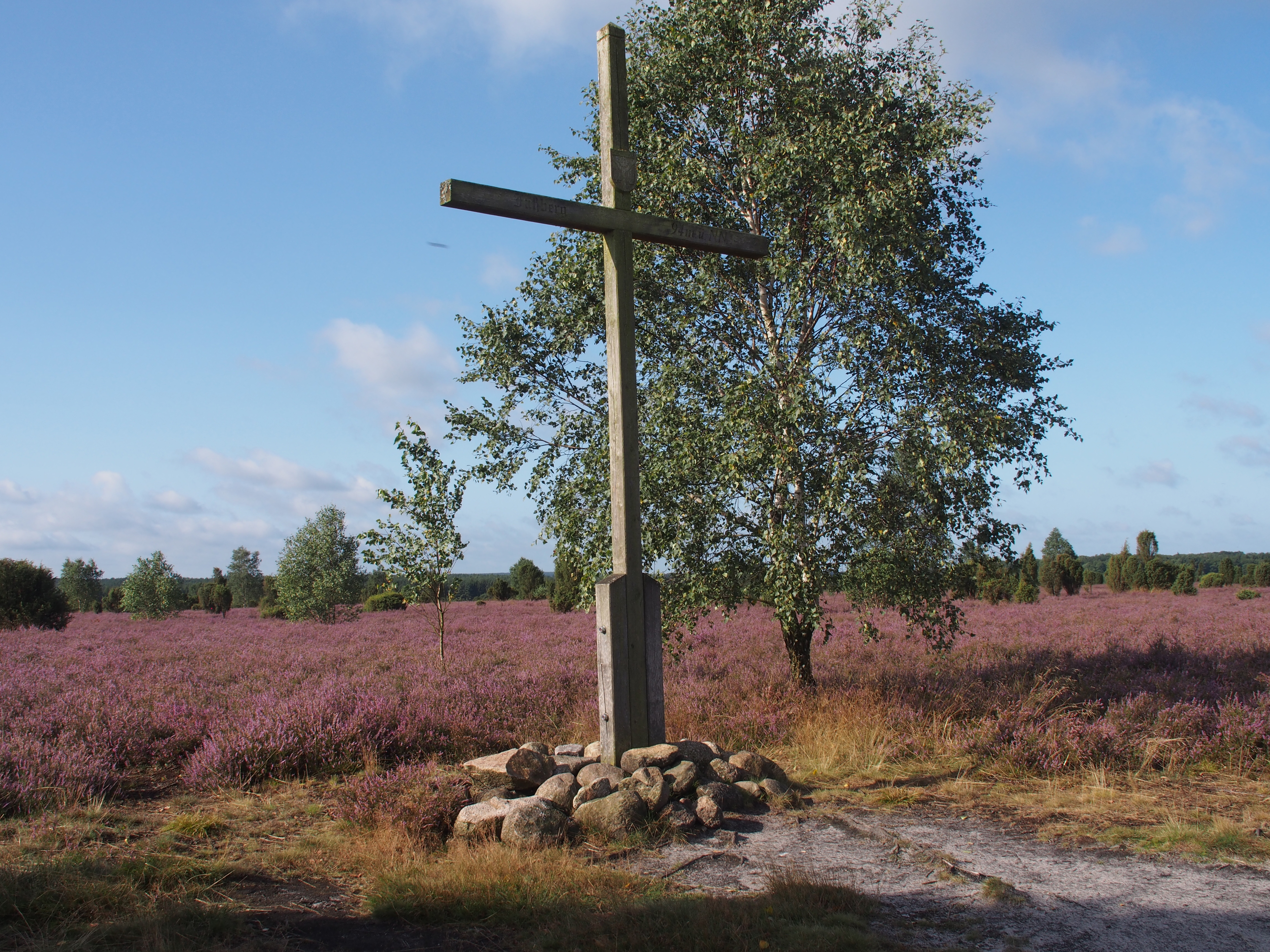
Gipfelkreuz auf dem Faßberg (92 m über NHN)
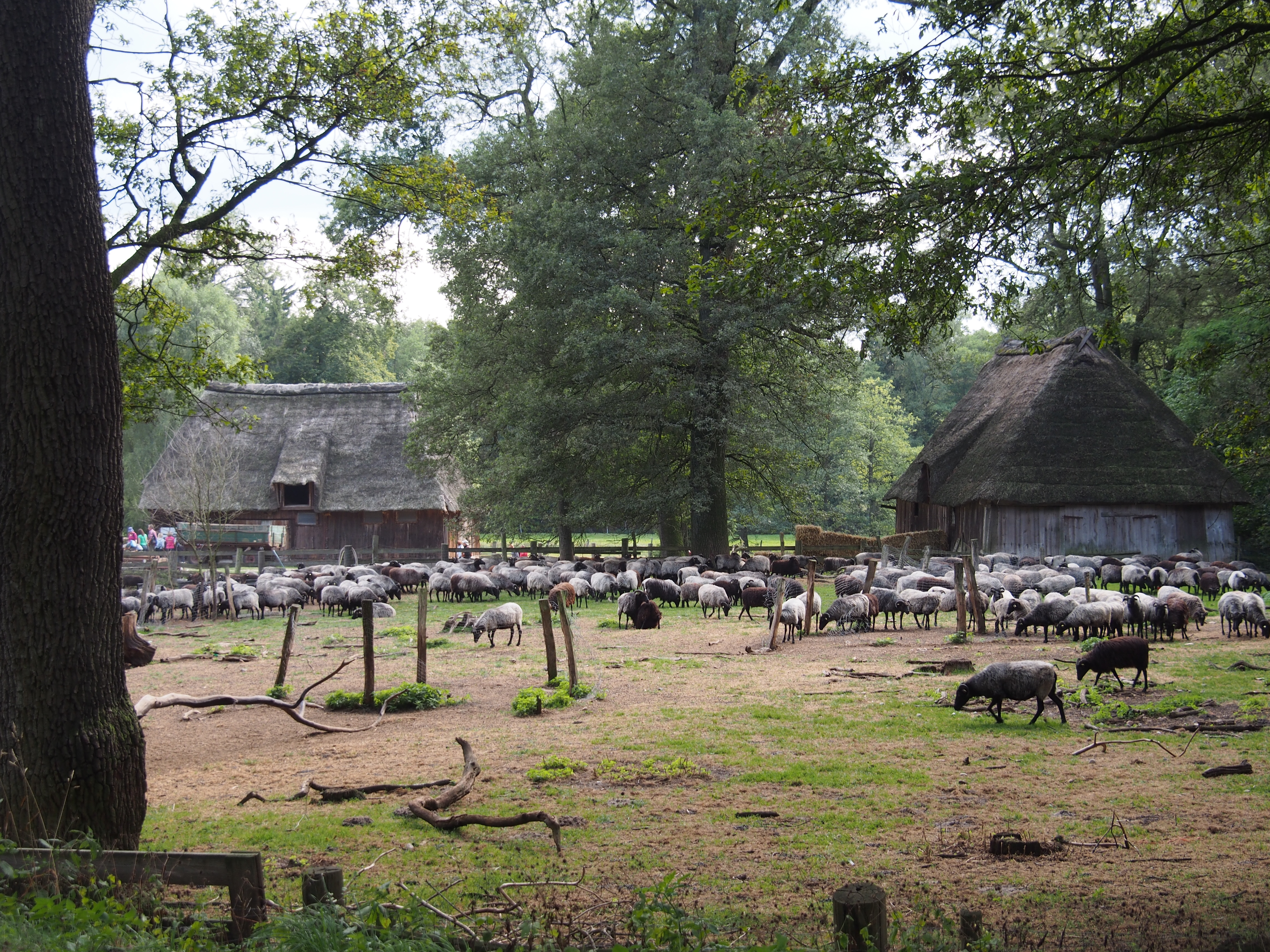
Heidschnuckenstall in Niederohe
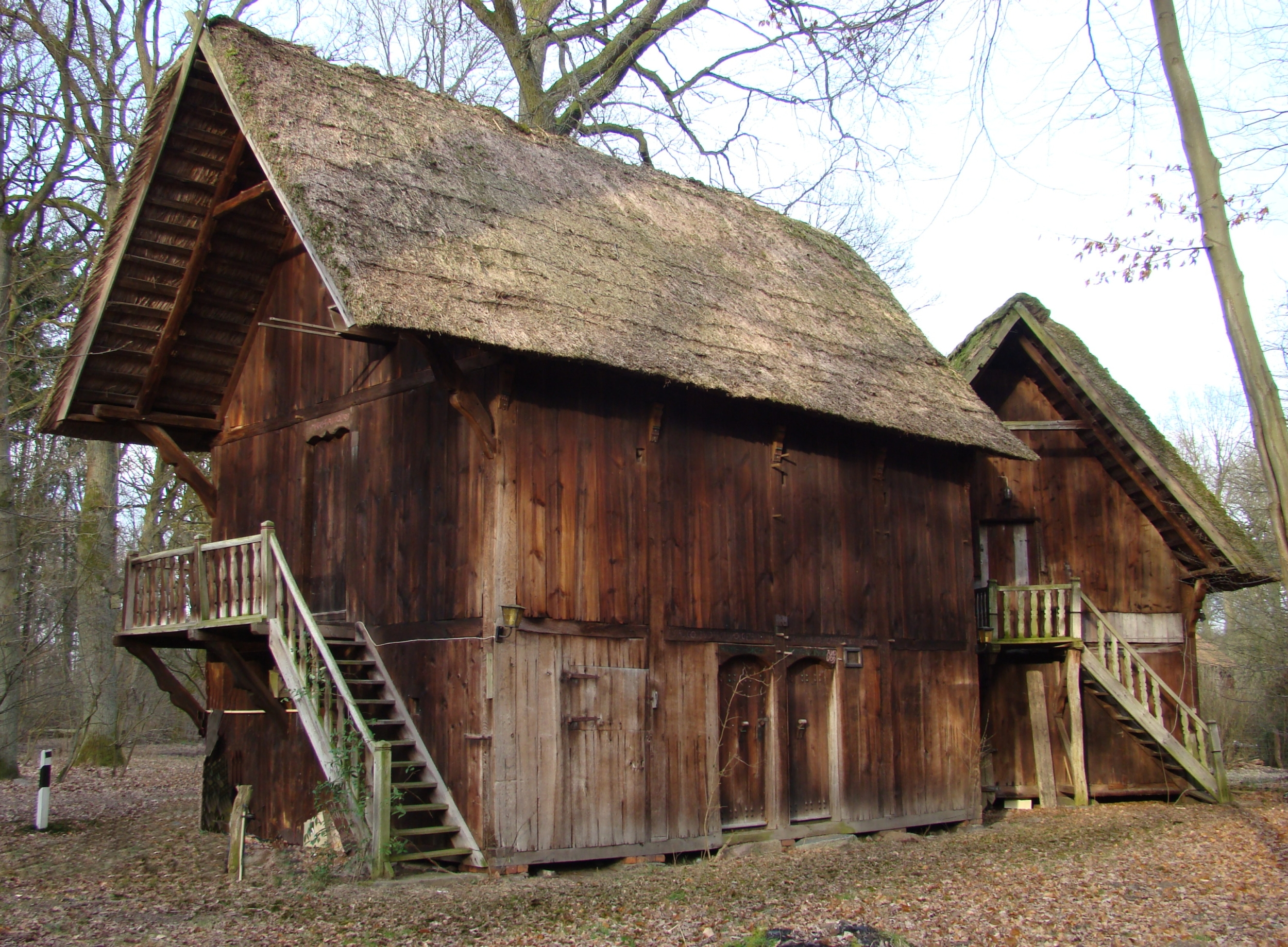
Treppenspeicher auf dem Hof von der Ohe in Oberohe
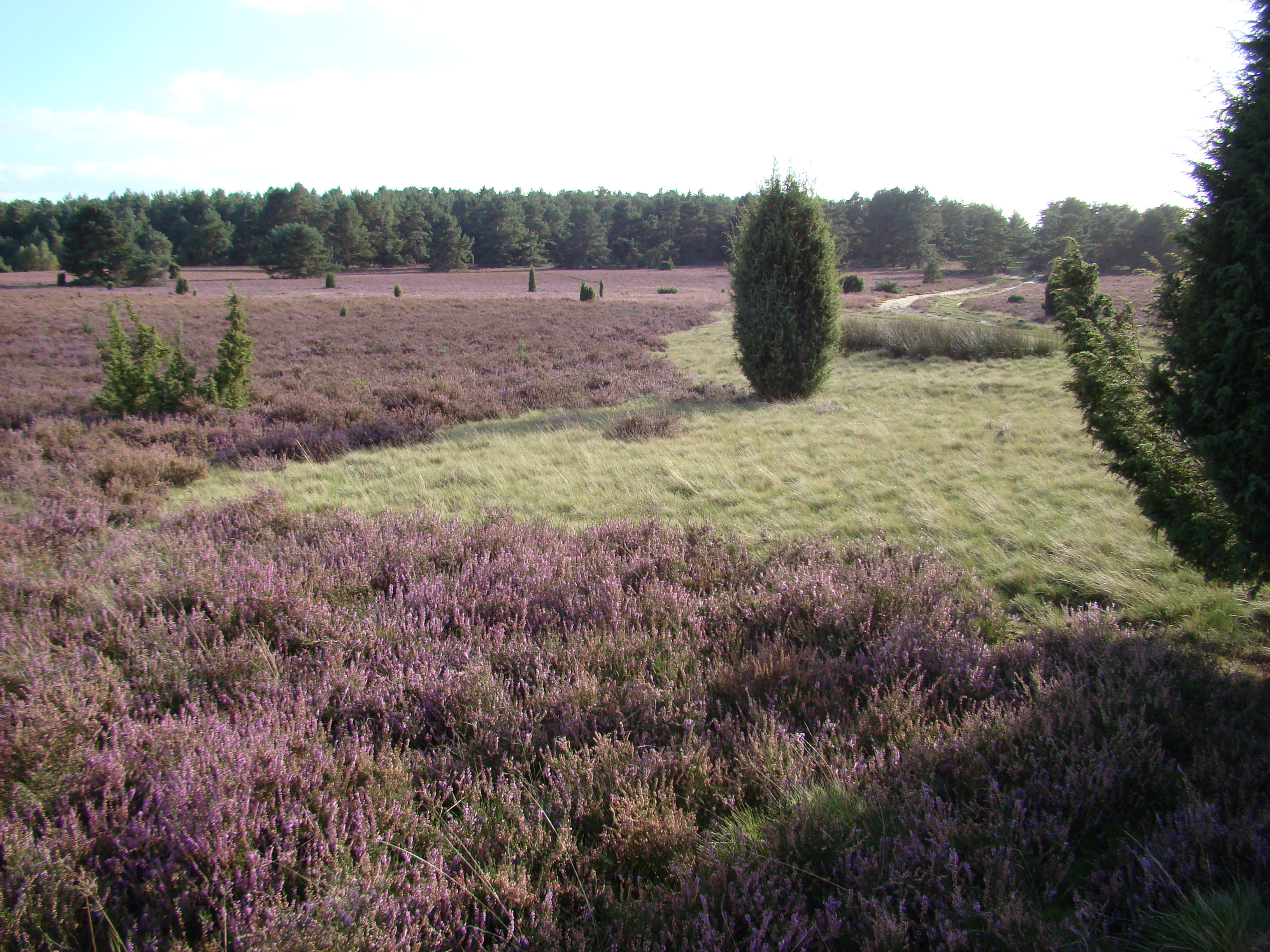
Heidefläche beim Haußelberg
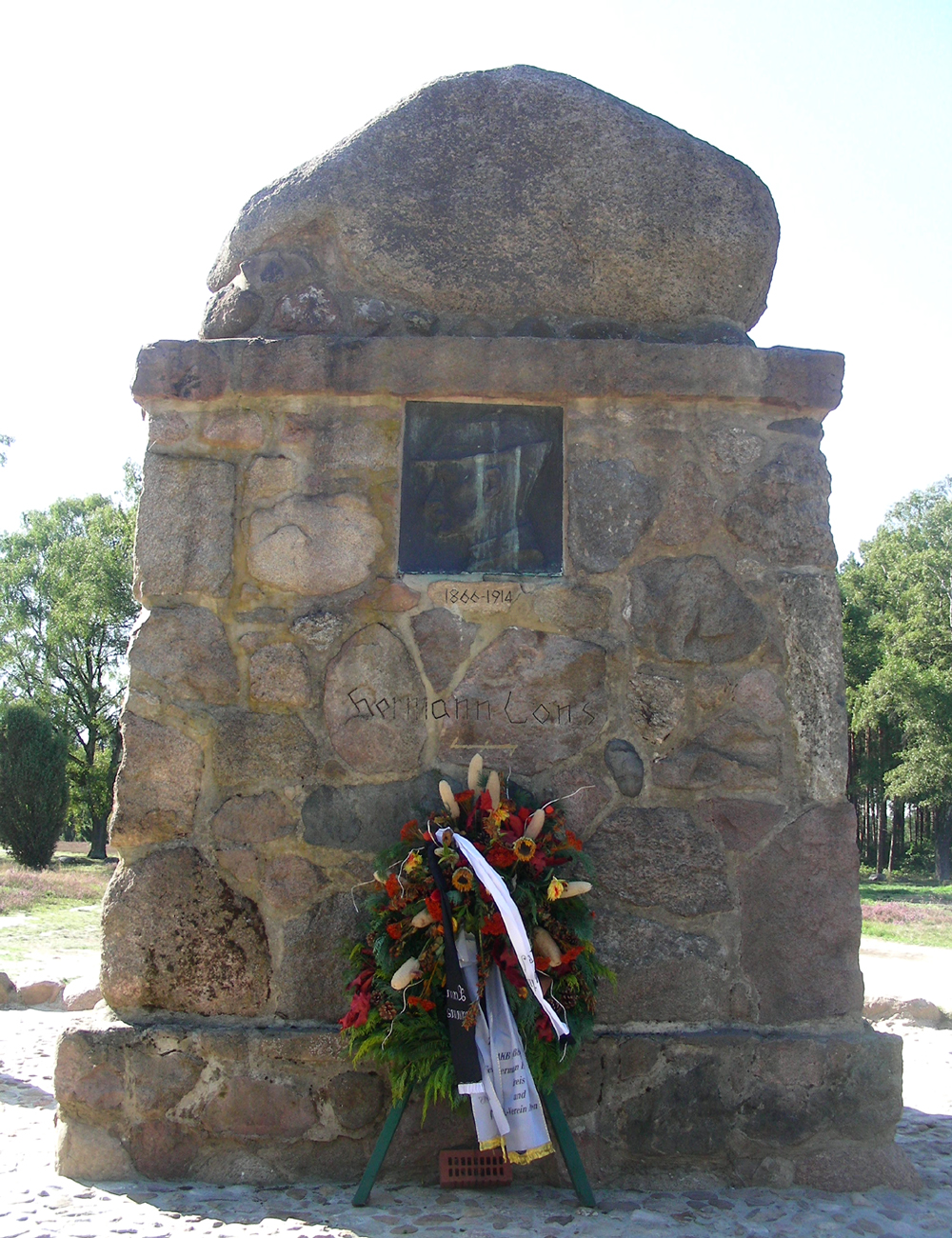
Lönsstein auf dem Wietzer Berg

## Wirtschaft und Infrastruktur

### Unternehmen
- ArianeGroup
- Versuchsgelände des Deutschen Zentrums für Luft- und Raumfahrt (DLR)

### Öffentliche Einrichtungen
- In Faßberg ist die Bundeswehr mit dem Technischen Ausbildungszentrum der Luftwaffe (ab 1. Januar 2014, vormals die Technische Schule der Luftwaffe 3), dem Transporthubschrauberregiment 10, der Fachschule der Luftwaffe, der Deutsch-Französischen Ausbildungseinrichtung Eurocopter Tiger, dem Sanitätsversorgungszentrum Faßberg, dem Bundeswehr-Dienstleistungszentrum Bergen – Standortservice Faßberg und dem Soldatenheim „Oase Haus Schlichternheide“[15] vertreten.

Interne Verbandsabzeichen der in Faßberg vertretenen Einrichtungen der Bundeswehr
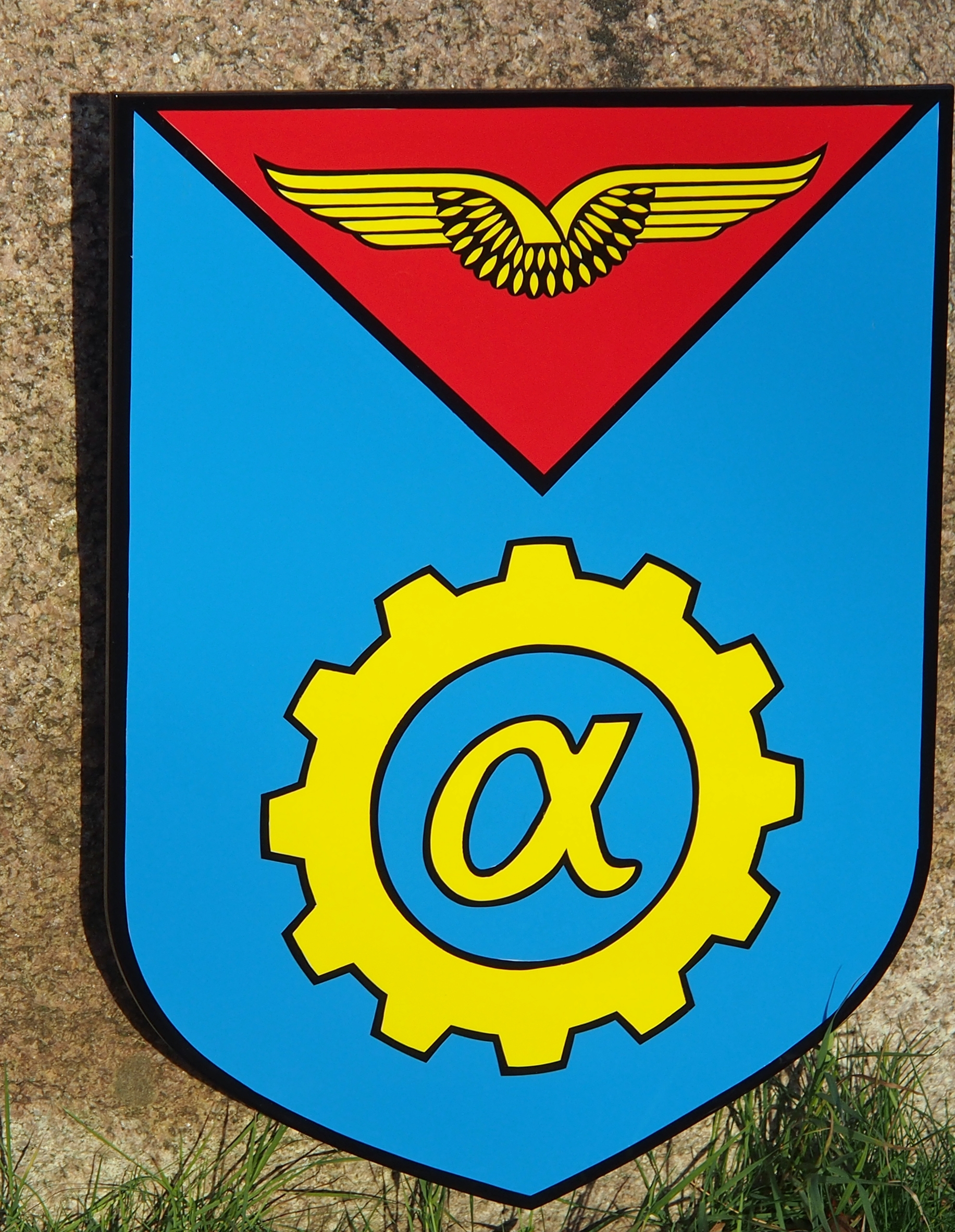
Technisches Ausbildungszentrum der Luftwaffe
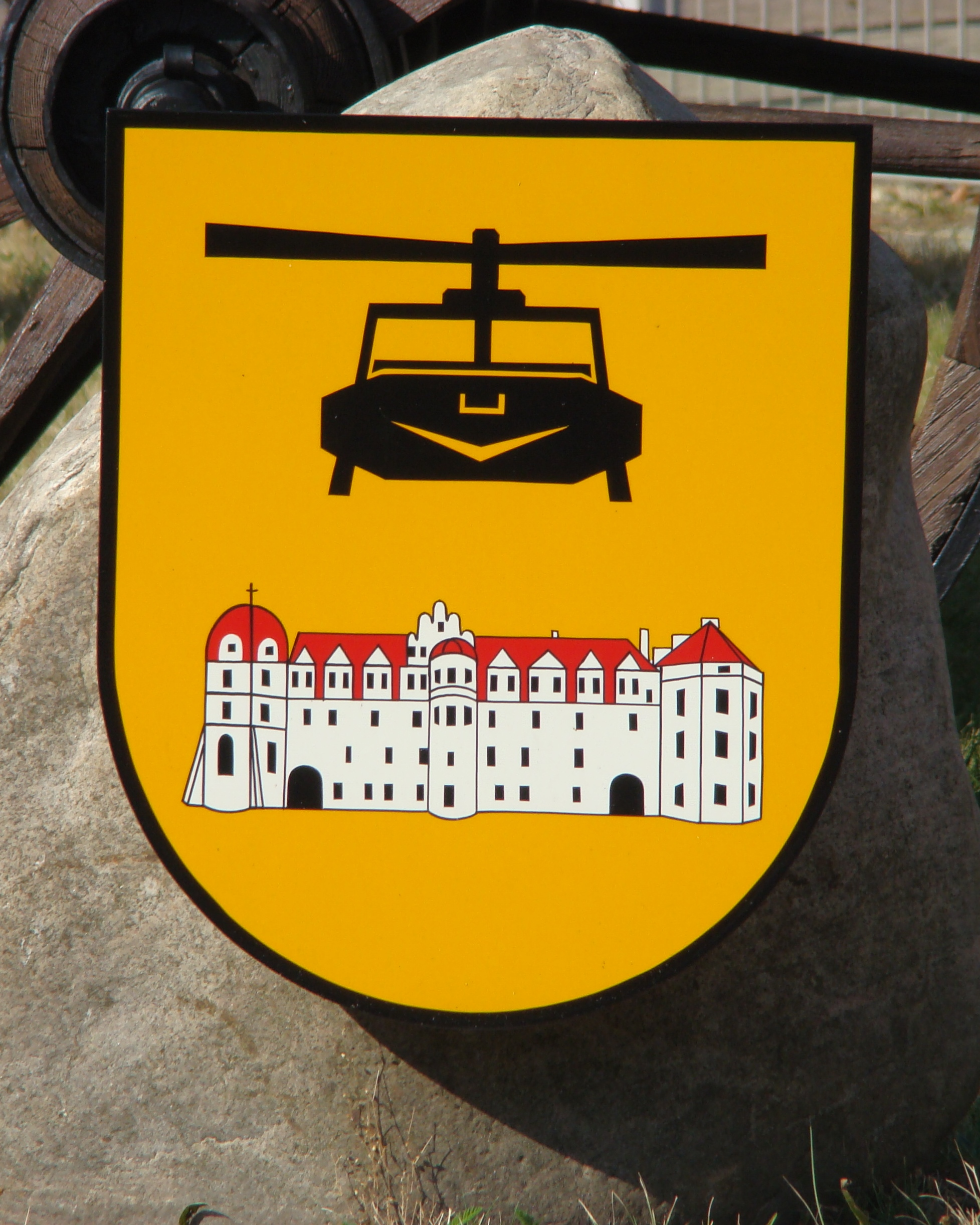
Transporthubschrauber-Regiment 10
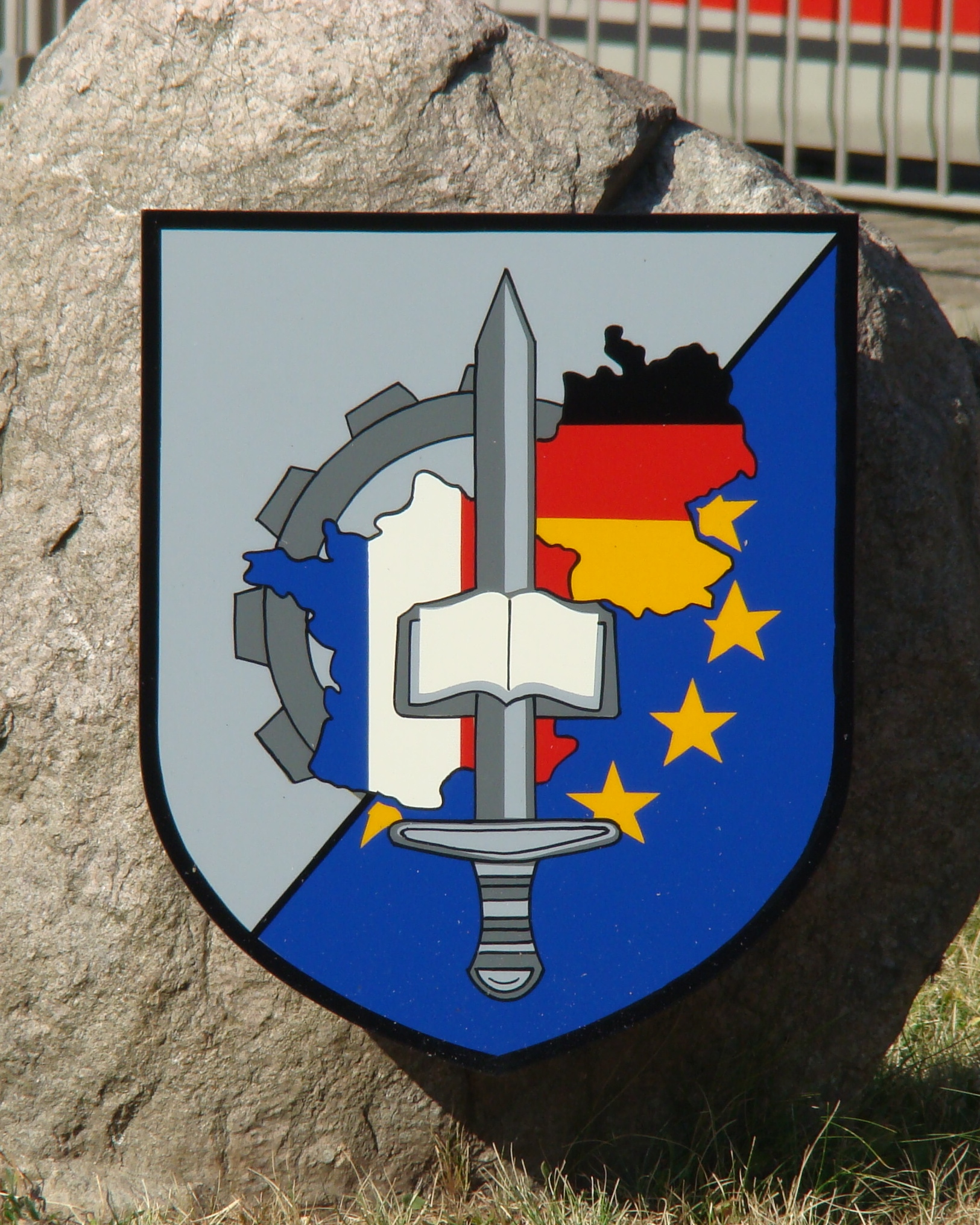
Deutsch-Französische Ausbildungseinrichtung „Tiger“
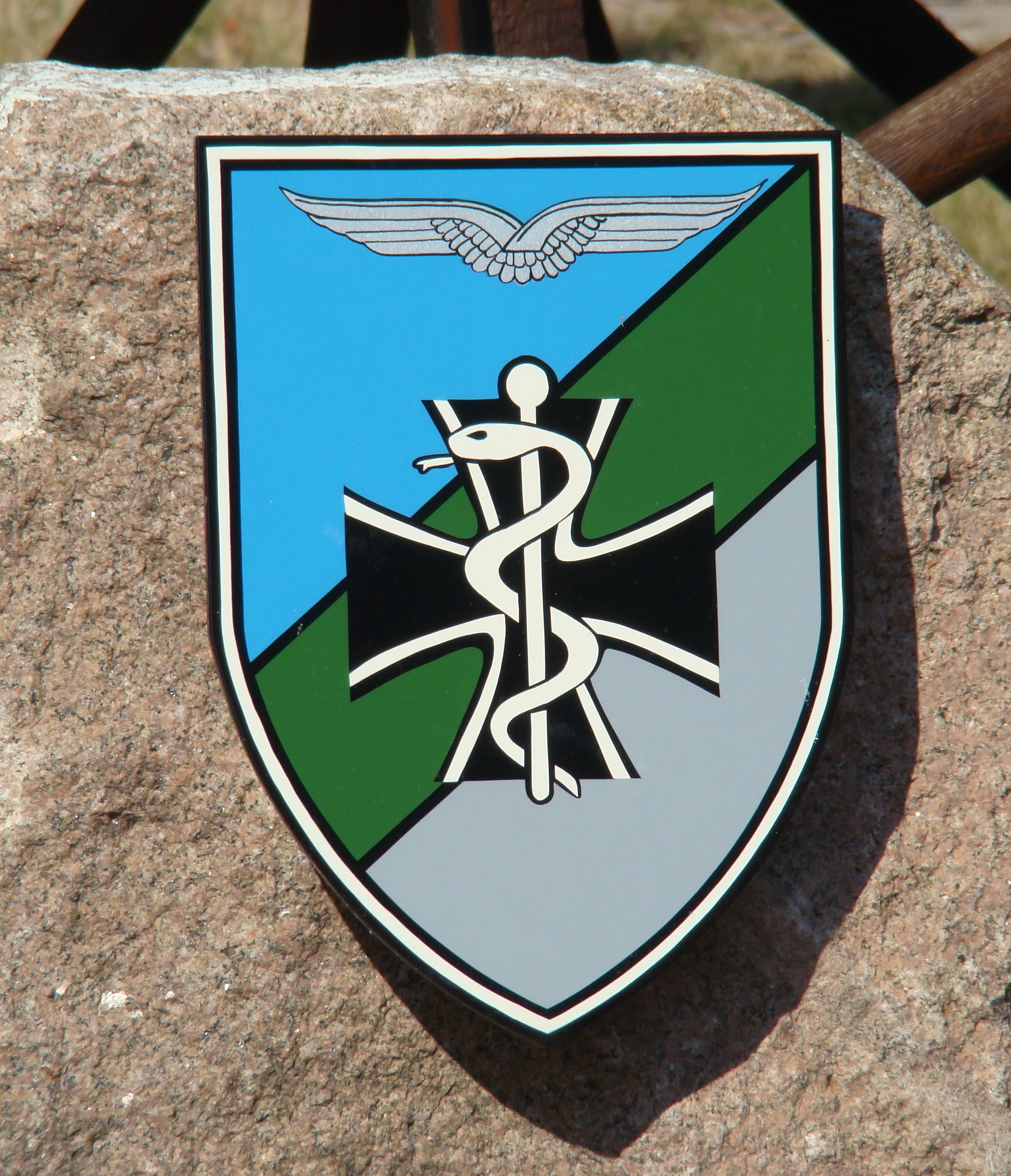
Sanitätsversorgungszentrum
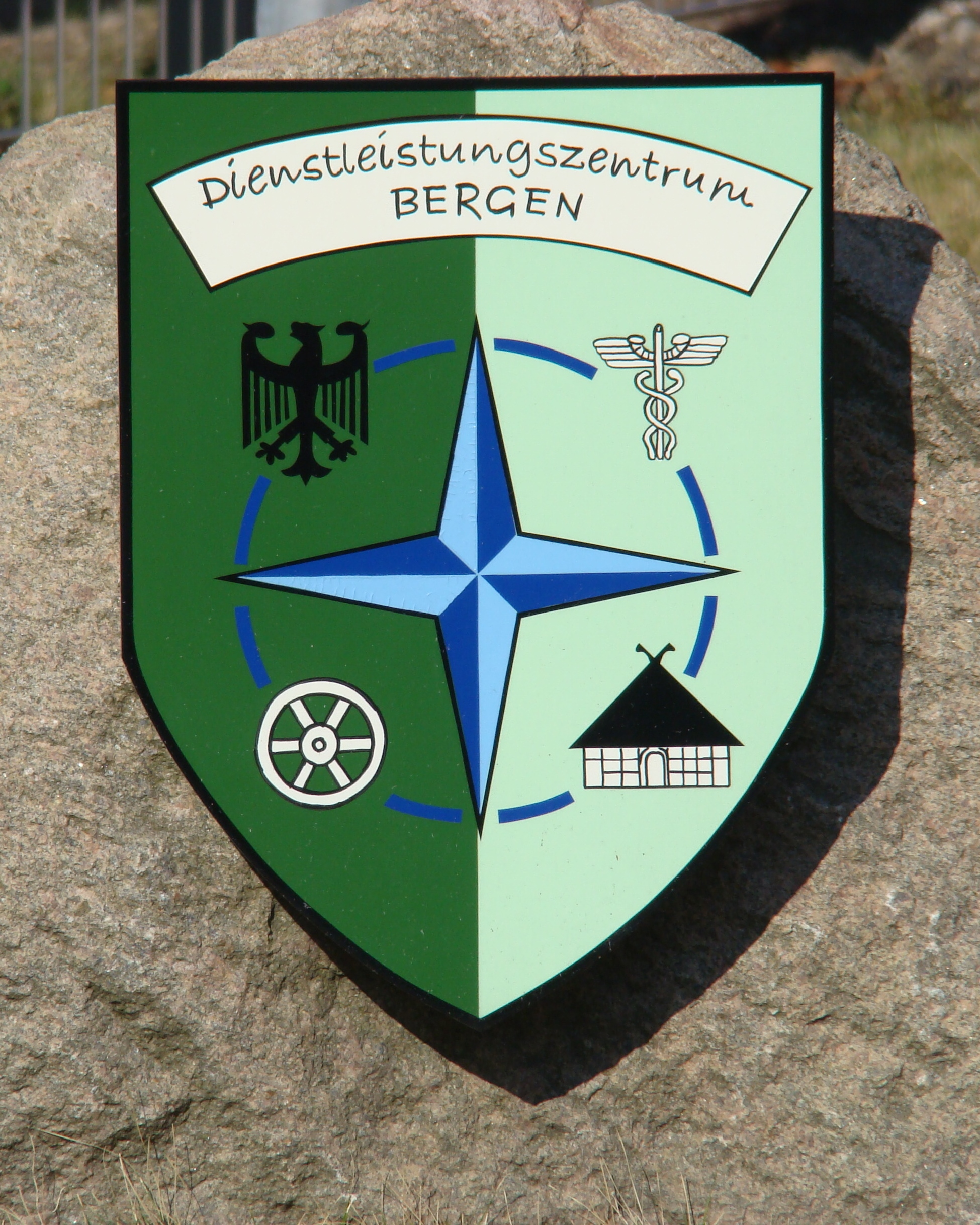
Dienstleistungszentrum Bergen

- Bücherei (Immenweg 1 in Faßberg und Unterlüßer Str. 5 in Müden)
- Freibad Herrenbrücke

## Persönlichkeiten
- Rüdiger Krause (* 30. Juli 1961 in Faßberg), Jurist und Hochschullehrer